# کناربیشه
کناربیشه (به لاتین: Kənarmeşə) یک منطقهٔ مسکونی در جمهوری آذربایجان است که در شهرستان لنکران واقع شده‌است. کناربیشه ۱٬۴۱۳ نفر جمعیت دارد.